# Orangeroter Helmling
Der Orangerote Helmling (Mycena acicula) ist eine Pilzart aus der Familie der Helmlingsverwandten (Mycenaceae). Es ist ein kleiner, gelborange gefärbter Helmling. Seine Fruchtkörper erscheinen von Mai bis Oktober auf Pflanzenresten.

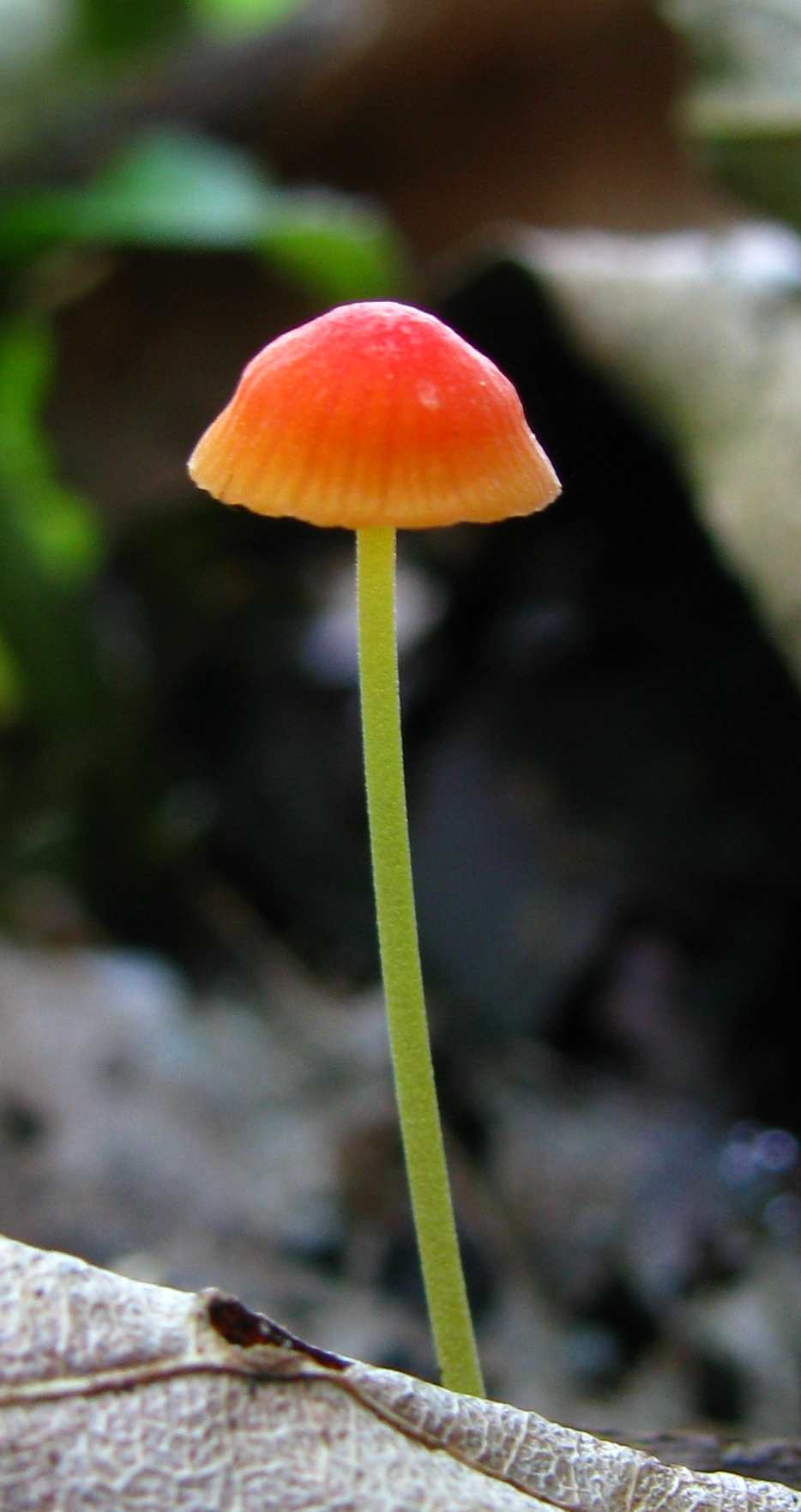
Der kleine Pilz zeichnet sich durch seine auffällige Färbung aus.

## Merkmale

### Makroskopische Merkmale
Der Hut ist 0,3–1,2 cm breit, jung halbkugelig und später glockig bis gewölbt. Die Oberfläche ist matt bis seidig glänzend und ganz oder teilweise fein weißlich bereift. Sie ist leuchtend orange bis orangerot und zum Rand hin hellgelb gefärbt. Dieser ist fast bis zur Mitte durchscheinend gerieft und wellig.
Die Lamellen sind schmal am Stiel angeheftet und von weißer bis gelblicher Farbe, ihre Schneiden sind glatt. Das Sporenpulver ist weiß.
Der schmale, zylindrische und hohle Stiel ist 2–6 cm lang und 0,5–1 mm breit. Die Oberfläche ist matt, glatt bis fein bereift und hell- bis zitronengelb und wird zur Stielbasis hin heller bis weißlich. Die Basis ist mit weißem Myzelfilz überzogen. Das dünne Fleisch ist ohne besonderen Geruch und Geschmack.

### Mikroskopische Merkmale
Die inamyloiden, apfelkernförmigen Sporen sind 9–12 µm lang und 3–4,5 µm breit. Die Hyphen der Stielrinde sind dicht mit Auswüchsen bedeckt und in eine gelatinöse Substanz eingebettet.

## Artabgrenzung
Der Orangerote Helmling ist ziemlich unverwechselbar. Ähnlich ist höchstens der Korallenrote Helmling (Atheniella adonis), der aber einen korallenroten Hut und einen weißen Stiel hat.

## Ökologie
Die Fruchtkörper erscheinen einzeln bis gesellig von Mai bis Oktober auf am Boden liegenden Zweigen, Rindenstücken oder anderen Pflanzenresten. Man kann den Helmling inner- und außerhalb von Wäldern an feuchten Plätzen finden.

## Verbreitung

Europäische Länder mit Fundnachweisen des Orangeroten Helmlings.
Legende:
grün = Länder mit Fundmeldungen
cremeweiß = Länder ohne Nachweise
hellgrau = keine Daten
dunkelgrau = außereuropäische Länder.

Der Orangerote Helmling ist holarktisch verbreitet und kommt in Nordamerika (USA, Kanada, vor allem an der Küste), Asien (Nordasien, Kaukasus, Mittelasien, Kamtschatka, Japan) und Europa vor. Auch in Nordafrika (Marokko) wurde er nachgewiesen. In Westeuropa ist er in ganz Großbritannien und Irland häufig, ebenso in den Niederlanden. Außerdem ist er in ganz Mitteleuropa und zumindest in weiten Teilen von Süd- und Südosteuropa verbreitet. Er kommt in ganz Fennoskandinavien und in Nordosteuropa (Estland) vor. In Norwegen reicht sein Verbreitungsgebiet nordwärts bis zum 66., in Finnland bis zum 69. Breitengrad. Außerdem wurde er in Grönland nachgewiesen.
In Deutschland ist die Art über alle Bundesländer hinweg verbreitet, wobei sich von der dänischen Grenze bis zu den Alpen Auflockerungs- und Verdichtungsgebiete immer wieder abwechseln. In den Alpenländern Schweiz, Liechtenstein und Österreich ist der Helmling verbreitet bis ziemlich häufig.

## Bedeutung
Schon aufgrund seiner Kleinheit und Dünnfleischigkeit ist der Helmling nicht als Speisepilz geeignet.